# Eccellenza Lazio 2015-2016
Il campionato italiano di calcio di Eccellenza regionale 2015-2016 è stato il 25º posto in organizzato in Italia. Rappresenta il quinto livello del calcio italiano. La stagione regolare è iniziata il 6 settembre 2015 ed è terminata il 1º maggio 2016. I play-out si sono tenuti l'8 maggio 2016. Il campionato si è concluso con la vittoria della Nuova Monterosi per il girone A e del Città di Ciampino per il girone B, entrambi al loro primo titolo.
Tutte le squadre iscritte al campionato di Eccellenza hanno diritto, salvo mancate iscrizioni, a partecipare alla fase regionale della Coppa Italia Dilettanti Lazio.

## Stagione
Il campionato di Eccellenza Lazio è composto da 36 squadre divise in due gironi da 18. Ad avere diritto a disputare il campionato di eccellenza sono le 24 squadre salvatesi la precedente stagione , 3 retrocesse dalla Serie D (l'Anziolavinio - divenuto poi Anzio Calcio 1924, il Terracina e il Palestrina), 1 ripescata (il Civitavecchia), 8 promosse dalla Promozione Lazio: 4 tramite promozione diretta: Tolfa, La Sabina, Città di Ciampino e Dinamo Colli (fusasi con il Monte S. Giovanni campano); 4 ammesse tramite i play-off a completamento di organici: Cedial Lido dei Pini, Atletico Vescovio, Boreale e Arce.

### Novità
A inizio stagione avvengono le seguenti fusioni e cambio di denominazioni sociali: il neo-promosso Dinamo Colli si fonde con il Monte S. Giovanni Campano, retrocesso in Promozione nella precedente stagione. Nasce così l'A.S.D. Città di Monte San Giovanni Campano.
L'appena retrocesso Real Monterosi si fonde con la Nuova Sorianese dando vita alla Nuova Monterosi.
Il Pomezia si fonde con Selva dei Pini. Nasce il Pomezia Calcio S.d.P..
Il Pro Calcio Tor Sapienza rileva il titolo sportivo del Villanova.
L'Anziolavinio cambia denominazione e diventa Anzio Calcio 1924 mentre il Montecelio Borussia diviene Montecelio 1964.
Il Terracina, appena retrocesso dalla Serie D, a causa di difficoltà economiche non si iscrive al campionato. Al suo posto è stato ripescato l'Arce.
A completamento di organici viene infine ripescato il Civitavecchia.

### Formula
In materia di promozioni e retrocessioni fa fede il Comunicato Ufficiale del Comitato Regionale Lazio.

#### Promozioni
Verranno promosse nel campionato di Serie D 2016-2017 le squadre che si classificano al primo posto nei rispettivi gironi del Campionato di Eccellenza. 
Le seconde classificate parteciperanno ai Play-off nazionali secondo le modalità di svolgimento fissate dal Consiglio Direttivo della LND.

#### Retrocessioni
Retrocederanno nel Campionato di Promozione 2016-2017 quattro squadre per ciascun girone.
Le squadre classificate al 17º e 18º posto dei rispettivi gironi del Campionato di Eccellenza retrocederanno direttamente nel Campionato di Promozione.
Le ulteriori due squadre verranno individuate mediante la disputa di gare di play-out,così articolate:
le squadre classificate al 13º, 14º, 15º e 16º posto verranno abbinate tra loro (13ª classificata/16ª classificata; 14ª classificata/15ª
classificata) e si scontreranno in gara unica ad eliminazione diretta, da disputarsi in casa della squadra con la migliore posizione di classifica. Le due squadre vincitrici avranno titolo alla permanenza nel prossimo Campionato di Eccellenza. I play-out non si svolgeranno se tra le due squadre designate vi sono più di 8 punti di differenza in classifica generale a fine campionato.
Questi sono i gironi organizzati dal comitato regionale della regione Lazio.

## Girone A

### Squadre partecipanti
| Club                                | Città (provincia)                              | Stadio                                       | Stagione precedente                          |
| ----------------------------------- | ---------------------------------------------- | -------------------------------------------- | -------------------------------------------- |
| A.S.D. Almas Roma                   | Roma                                           | "Arnaldo Fuso", Ciampino                     | 9º posto in Eccellenza Girone A              |
| A.S.D. Atletico Vescovio            | Roma                                           | Futbolclub Campus, quartiere Tor di Quinto   | 2º posto in Promozione Girone A (ripescato)  |
| U.S. Boreale A.S.D.                 | Roma                                           | "Leprignano", Capena                         | 3º posto in Promozione Girone A (ripescato)  |
| A.S.D. Civitavecchia 1920           | Civitavecchia (RM)                             | "Giovanni Maria Fattori" di Civitavecchia    | 14º posto in Eccellenza Girone A (ripescato) |
| A.S.D. Cre. Cas. Città di Palombara | Cretone, Castelchiodato, Palombara Sabina (RM) | "Giovanni Torlonia" di Palombara Sabina      | 10º posto in Eccellenza Girone A             |
| A.S.D. Pol. Fonte Nuova             | Fonte Nuova (RM)                               | "Comunale" di Fonte Nuova                    | 6º posto in Eccellenza Girone A              |
| Pol. D. Fregene Calcio              | Fregene di Fiumicino (RM)                      | "Aristide Paglialunga" di Fregene            | 4º posto in Eccellenza Girone A              |
| A.S.D. Grifone Monteverde           | Roma                                           | "Villa dei Massimi", quartiere Portuense     | 11º posto in Eccellenza Girone A             |
| U.S.D. Ladispoli                    | Ladispoli (RM)                                 | "Martini Marescotti" di Ladispoli            | 7º posto in Eccellenza Girone A              |
| A.S.D. La Sabina                    | Poggio Mirteto (RI)                            | Stadio "Valletonda" di Poggio Mirteto        | 1º posto in Promozione Girone B              |
| A.S.D. Montecelio 1964              | Montecelio di Guidonia Montecelio (RM)         | "Pietro Fiorentini" di Montecelio (Guidonia) | 8º posto in Eccellenza Girone A              |
| A.S.D. Montefiascone                | Montefiascone (VT)                             | "Comunale Fontanelle" di Montefiascone       | 15º posto in Eccellenza Girone A             |
| A.S.D. Monterotondo Calcio          | Monterotondo (RM)                              | "Fausto Cecconi" di Monterotondo             | 13º posto in Eccellenza Girone A             |
| A.S.D. Nuova Monterosi              | Monterosi (VT)                                 | "Marcello Martoni" di Monterosi              | -                                            |
| S.S.D. Pro Calcio Tor Sapienza      | Roma                                           | "Giorgio Castelli", quartiere Tor Sapienza   | Attiva solo a livello giovanile              |
| A.S.D. Sporting Città di Fiumicino  | Fiumicino (RM)                                 | "Vincenzo Cetorelli, Fiumicino               | 2º posto in Eccellenza Girone A              |
| A.S.D. Pol. Vigor Acquapendente     | Acquapendente (VT)                             | Campo "Dante Vitali", Acquapendente          | 5º posto in Eccellenza Girone A              |
| A.S.D. Tolfa Calcio                 | Tolfa (RM)                                     | Campo Sportivo "Felice Scoponi", Tolfa       | 1º posto in Promozione Girone A              |

### Classifica finale
Fonte:
|  | Pos. | Squadra                     | Pt | G  | V  | N  | P  | GF | GS | DR  |
|  | ---- | --------------------------- | -- | -- | -- | -- | -- | -- | -- | --- |
|  | 1.   | Nuova Monterosi             | 73 | 34 | 22 | 7  | 5  | 71 | 30 | +41 |
|  | 2.   | Sporting Città di Fiumicino | 61 | 34 | 18 | 7  | 9  | 63 | 45 | +18 |
|  | 3.   | Città di Palombara          | 57 | 34 | 16 | 9  | 9  | 54 | 36 | +18 |
|  | 4.   | Ladispoli                   | 55 | 34 | 16 | 7  | 11 | 74 | 59 | +15 |
|  | 5.   | Tolfa                       | 54 | 34 | 15 | 9  | 10 | 45 | 38 | +7  |
|  | 6.   | Civitavecchia (-1)          | 54 | 34 | 16 | 7  | 11 | 41 | 34 | +7  |
|  | 7.   | Vigor Acquapendente         | 51 | 34 | 12 | 15 | 7  | 53 | 38 | +15 |
|  | 8.   | Pro Calcio Tor Sapienza     | 50 | 34 | 15 | 5  | 14 | 50 | 43 | +7  |
|  | 9.   | ALMAS                       | 49 | 34 | 14 | 7  | 13 | 49 | 45 | +4  |
|  | 10.  | La Sabina                   | 49 | 34 | 14 | 7  | 13 | 46 | 46 | 0   |
|  | 11.  | Fregene                     | 48 | 34 | 15 | 3  | 16 | 54 | 60 | -6  |
|  | 12.  | Atletico Vescovio           | 45 | 34 | 12 | 9  | 13 | 42 | 43 | -1  |
|  | 13.  | Boreale                     | 43 | 34 | 11 | 10 | 13 | 39 | 36 | +3  |
|  | 14.  | Montecelio                  | 36 | 34 | 9  | 9  | 16 | 45 | 64 | -19 |
|  | 15.  | Monterotondo                | 36 | 34 | 10 | 6  | 18 | 38 | 55 | -17 |
|  | 16.  | Montefiascone               | 33 | 34 | 10 | 3  | 21 | 49 | 70 | -21 |
|  | 17.  | Grifone Monteverde          | 32 | 34 | 9  | 5  | 20 | 36 | 68 | -32 |
|  | 18.  | Fonte Nuova                 | 24 | 34 | 5  | 9  | 20 | 35 | 74 | -39 |

Legenda:
      Promossa in Serie D 2016-2017.
      Ammessa ai play-off nazionali.
 Ai play-out.
      Retrocesse in Promozione Lazio 2016-2017.
Regolamento:
Tre punti a vittoria, uno a pareggio, zero a sconfitta.
Note:
Il Civitavecchia ha scontato 1 punto di penalizzazione.
Il Monterotondo poi ripescato in Eccellenza Lazio 2016-2017.

### Risultati

#### Tabellone
|                         | Alm  | Atl  | Bor  | Civ  | Cre  | Fon  | Fre  | Gri  | LaS  | Lad  | Mtc  | Mtf  | Mtr  | Nuo  | Pro  | Spo  | Tol  | Vig  |
| ----------------------- | ---- | ---- | ---- | ---- | ---- | ---- | ---- | ---- | ---- | ---- | ---- | ---- | ---- | ---- | ---- | ---- | ---- | ---- |
| Almas Roma              | –––– | 2-1  | 2-1  | 0-0  | 1-0  | 3-0  | 3-3  | 1-3  | 0-0  | 1-3  | 1-2  | 2-1  | 3-1  | 0-1  | 1-1  | 5-1  | 1-0  | 1-1  |
| Atletico Vescovio       | 3-0  | –––– | 0-1  | 0-1  | 3-0  | 3-3  | 3-2  | 1-2  | 2-0  | 0-3  | 1-0  | 4-1  | 1-0  | 0-0  | 1-1  | 2-1  | 0-0  | 1-1  |
| Boreale                 | 1-0  | 1-1  | –––– | 0-0  | 0-1  | 2-0  | 2-1  | 0-0  | 2-0  | 2-0  | 5-1  | 2-2  | 0-0  | 0-0  | 2-1  | 2-2  | 0-1  | 0-2  |
| Civitavecchia           | 1-1  | 3-0  | 1-0  | –––– | 1-1  | 0-2  | 1-0  | 4-2  | 3-2  | 3-3  | 0-1  | 2-0  | 2-0  | 1-0  | 2-0  | 3-2  | 1-0  | 1-4  |
| Crecas Palombara        | 2-0  | 3-2  | 2-2  | 1-2  | –––– | 3-2  | 1-3  | 3-0  | 1-2  | 2-1  | 1-1  | 2-3  | 2-0  | 2-0  | 2-1  | 1-0  | 3-0  | 1-1  |
| Fonte Nuova             | 1-0  | 1-1  | 0-2  | 0-2  | 0-1  | –––– | 1-2  | 1-1  | 2-3  | 2-5  | 0-0  | 3-5  | 1-4  | 0-5  | 2-3  | 0-1  | 2-1  | 1-1  |
| Fregene                 | 0-1  | 3-1  | 1-0  | 2-3  | 1-3  | 2-0  | –––– | 3-1  | 2-1  | 7-3  | 4-2  | 2-1  | 2-3  | 2-1  | 2-1  | 1-2  | 2-0  | 1-1  |
| Grifone Monteverde      | 0-3  | 0-1  | 3-1  | 0-1  | 0-3  | 1-1  | 1-0  | –––– | 0-2  | 1-2  | 2-3  | 3-1  | 1-1  | 2-2  | 0-3  | 2-1  | 1-3  | 2-1  |
| La Sabina               | 1-3  | 1-0  | 2-1  | 3-1  | 0-3  | 2-0  | 1-0  | 3-1  | –––– | 1-0  | 3-3  | 1-0  | 1-0  | 2-3  | 1-2  | 2-2  | 1-1  | 1-1  |
| Ladispoli               | 3-2  | 4-0  | 1-1  | 1-0  | 3-3  | 4-0  | 4-1  | 2-3  | 2-4  | –––– | 3-2  | 5-3  | 2-3  | 1-1  | 3-2  | 2-2  | 3-0  | 1-0  |
| Montecelio              | 0-3  | 1-1  | 1-0  | 0-0  | 1-0  | 1-2  | 6-0  | 1-2  | 1-1  | 1-0  | –––– | 3-3  | 3-1  | 0-4  | 1-3  | 2-4  | 1-1  | 0-4  |
| Montefiascone           | 1-2  | 0-1  | 2-1  | 1-0  | 0-0  | 0-1  | 3-1  | 3-0  | 2-1  | 1-4  | 2-0  | –––– | 1-2  | 1-2  | 2-1  | 3-1  | 1-3  | 1-3  |
| Monterotondo            | 2-1  | 1-3  | 0-1  | 1-0  | 2-2  | 2-2  | 0-1  | 4-2  | 0-0  | 1-2  | 0-1  | 2-1  | –––– | 0-2  | 0-2  | 2-2  | 1-2  | 1-3  |
| Nuova Monterosi         | 3-0  | 1-0  | 3-2  | 1-0  | 1-1  | 5-0  | 2-0  | 2-0  | 3-1  | 2-1  | 4-3  | 7-0  | 1-2  | –––– | 1-2  | 1-0  | 1-0  | 2-2  |
| Pro Calcio Tor Sapienza | 2-0  | 2-1  | 0-0  | 1-0  | 0-3  | 1-1  | 0-2  | 1-0  | 0-1  | 2-0  | 5-1  | 2-1  | 2-0  | 1-3  | –––– | 1-2  | 1-2  | 5-1  |
| Sporting Fiumicino      | 3-2  | 1-1  | 2-1  | 2-1  | 1-0  | 3-0  | 6-1  | 3-0  | 1-0  | 4-1  | 2-1  | 1-0  | 3-1  | 1-2  | 2-0  | –––– | 0-2  | 1-1  |
| Tolfa                   | 2-2  | 3-1  | 3-2  | 2-0  | 1-1  | 3-2  | 0-0  | 4-0  | 1-0  | 1-1  | 2-1  | 4-2  | 0-1  | 0-2  | 1-1  | 1-3  | –––– | 1-0  |
| Vigor Acquapendente     | 1-2  | 0-2  | 1-2  | 1-1  | 1-0  | 2-2  | 2-0  | 3-0  | 3-2  | 1-1  | 0-0  | 2-1  | 3-0  | 3-3  | 2-0  | 1-1  | 0-0  | –––– |

### Spareggi

#### Play-out
Come da regolamento, il match di play-out tra la 13ª (Boreale) e la 16ª (Montefiascone) non si è svolto in quanto a fine campionato tra le due squadre ci sono più di 8 punti di distacco. 	
|            | Risultati |              | Luogo e data            |
| ---------- | --------- | ------------ | ----------------------- |
| Montecelio | 2-1 (dts) | Monterotondo | Guidonia, 8 maggio 2016 |

## Girone B

### Squadre partecipanti
| Club                                   | Città (provincia)                            | Stadio                                    | Stagione precedente                                |
| -------------------------------------- | -------------------------------------------- | ----------------------------------------- | -------------------------------------------------- |
| A.S.D. Anzio Calcio 1924               | Anzio (RM)                                   | "Massimo Bruschini", Anzio                | 18º posto in Serie D/G                             |
| U.S.D. Arce 1932                       | Arce (FR)                                    | "Lino De Santis", Arce                    | 3º posto in Promozione Girone D (ripescato)        |
| A.S.D. Audace Sanvito Empolitana       | Pisoniano - San Vito Romano - Genazzano (RM) | "Le Rose" di Genazzano                    | 11º posto in Eccellenza girone B                   |
| A.S.D. Cassino Calcio 1924             | Cassino (FR)                                 | "Gino Salveti" di Cassino                 | 5º posto in Eccellenza girone B                    |
| Pol. D. Città di Ciampino              | Ciampino (RM)                                | Comunale "Superga", Ciampino              | 1º posto in Promozione Girone C                    |
| A.S.D. Città di Minturno Marina        | Minturno (LT)                                | "Carafa Caracciolo" di Minturno           | 12º posto in Eccellenza girone B                   |
| S.S.D. Colleferro Calcio               | Colleferro (RM)                              | "Andrea Caslini" di Colleferro            | 2º posto in Eccellenza girone B                    |
| Pol. Gaeta                             | Gaeta (LT)                                   | Comunale di Monte San Biagio              | 6º posto in Eccellenza girone B                    |
| A.S. Itri Calcio                       | Itri (LT)                                    | Comunale di Itri                          | 4º posto in Eccellenza girone B                    |
| A.S.D. Cedial Lido dei Pini            | Ardea (RM)                                   | "Delio Chimenti" di Ardea                 | 3º posto in Promozione Girone C (ripescato)        |
| A.S.D. Lariano 1963                    | Lariano (RM)                                 | "Roberto Abbafati" di Lariano             | 8º posto in Eccellenza girone B                    |
| A.S.D. Città Monte S. Giovanni Campano | Monte San Giovanni Campano (FR)              | "San Marco" di Monte San Giovanni Campano | -                                                  |
| A.S.D. Morolo Calcio                   | Morolo (FR)                                  | "Arnaldo Marocco" di Morolo               | 13º posto in Eccellenza girone B                   |
| A.S.D. Nettuno                         | Nettuno (RM)                                 | "Celestino Masin" di Nettuno              | 7º posto in Eccellenza girone B                    |
| U.S. Palestina 1919 SSARLD             | Palestrina (RM)                              | "Antonio Sbardella" di Palestrina         | 14º posto in Serie D/G, retrocesso dopo i play-out |
| S.S.D. Pomezia Calcio S.D.P.           | Pomezia (RM)                                 | Comunale di Pomezia                       | 9º posto in Eccellenza girone B                    |
| A.S.D. Roccasecca T. di San Tommaso    | Roccasecca (FR)                              | "Lino Battista" di Roccasecca             | 14º posto in Eccellenza girone B                   |
| A.S.D. Vis Artena                      | Artena (RM)                                  | Comunale di Artena                        | 10º posto in Eccellenza girone B                   |

### Classifica finale
Fonte:
|  | Pos. | Squadra              | Pt | G  | V  | N  | P  | GF | GS | DR  |
|  | ---- | -------------------- | -- | -- | -- | -- | -- | -- | -- | --- |
|  | 1.   | Città di Ciampino    | 71 | 32 | 20 | 11 | 1  | 78 | 29 | +49 |
|  | 2.   | Anzio                | 66 | 32 | 20 | 6  | 6  | 71 | 34 | +37 |
|  | 3.   | Vis Artena           | 65 | 32 | 20 | 5  | 7  | 60 | 32 | +28 |
|  | 4.   | Audace Sanvito Em.   | 61 | 32 | 18 | 7  | 7  | 69 | 43 | +26 |
|  | 5.   | Cassino              | 56 | 32 | 15 | 11 | 6  | 48 | 27 | +21 |
|  | 6.   | Colleferro           | 52 | 32 | 16 | 4  | 12 | 61 | 47 | +14 |
|  | 7.   | Arce                 | 46 | 32 | 13 | 7  | 12 | 42 | 48 | -6  |
|  | 8.   | Itri                 | 44 | 32 | 13 | 5  | 14 | 51 | 44 | +7  |
|  | 9.   | Cedial Lido dei Pini | 44 | 32 | 11 | 11 | 10 | 49 | 42 | +7  |
|  | 10.  | Roccasecca T.        | 43 | 32 | 12 | 7  | 13 | 54 | 42 | +12 |
|  | 11.  | Morolo               | 42 | 32 | 11 | 9  | 12 | 48 | 46 | +2  |
|  | 12.  | Città Monte S.G.C.   | 37 | 32 | 11 | 4  | 17 | 47 | 54 | -7  |
|  | 13.  | Pomezia              | 36 | 32 | 8  | 12 | 12 | 42 | 42 | 0   |
|  | 14.  | Gaeta                | 32 | 32 | 7  | 11 | 14 | 50 | 67 | -17 |
|  | 15.  | Città di Minturno M. | 28 | 32 | 6  | 10 | 16 | 27 | 70 | -43 |
|  | 16.  | Nettuno              | 15 | 32 | 3  | 6  | 23 | 25 | 90 | -65 |
|  | 17.  | Lariano (-1)         | 11 | 32 | 2  | 6  | 24 | 30 | 95 | -65 |
|  | ---  | Palestrina (-1)      | -  | -  | -  | -  | -  | -  | -  | -   |

Legenda:
      Promossa in Serie D 2016-2017.
      Ammessa ai play-off nazionali.
 Ai play-out.
      Retrocessa in Promozione 2016-2017.
REgolamento:
Tre punti a vittoria, uno a pareggio, zero a sconfitta.
Note:
Il Lariano e il Palestrina hanno scontato 1 punto di penalizzazione.
Il Palestrina è stato escluso dal campionato dopo quindici giornate.

### Risultati

#### Tabellone
| [ 17 ]               | Anz  | Arc  | Aud  | Cas  | Ced  | CMS  | CdC  | CdM  | Col  | Gae  | Itr  | Lar  | Mor  | Net  | Pom  | Roc  | Vis  |
| -------------------- | ---- | ---- | ---- | ---- | ---- | ---- | ---- | ---- | ---- | ---- | ---- | ---- | ---- | ---- | ---- | ---- | ---- |
| Anzio                | –––– | 1-2  | 4-1  | 1-2  | 1-0  | 5-1  | 1-1  | 2-1  | 4-0  | 3-2  | 2-1  | 4-1  | 4-0  | 4-1  | 2-1  | 3-2  | 0-2  |
| Arce                 | 2-3  | –––– | 1-1  | 1-2  | 2-1  | 1-0  | 0-1  | 6-2  | 1-0  | 1-1  | 3-3  | 1-1  | 1-0  | 3-1  | 2-1  | 0-2  | 1-0  |
| Audace Sanvito Em.   | 2-3  | 5-2  | –––– | 0-3  | 4-1  | 2-1  | 0-1  | 3-0  | 3-2  | 0-1  | 1-0  | 8-3  | 2-1  | 5-1  | 2-2  | 3-1  | 2-0  |
| Cassino              | 0-0  | 0-0  | 0-1  | –––– | 1-1  | 1-1  | 1-1  | 0-0  | 2-2  | 1-0  | 4-1  | 2-0  | 1-0  | 0-1  | 2-1  | 0-0  | 0-0  |
| Cedial Lido dei Pini | 0-0  | 6-0  | 3-3  | 1-2  | –––– | 0-1  | 1-1  | 3-0  | 0-0  | 1-1  | 2-1  | 3-2  | 0-0  | 3-0  | 2-2  | 2-0  | 2-0  |
| Città Monte S.G.C.   | 0-4  | 1-0  | 1-2  | 0-2  | 0-2  | –––– | 0-2  | 0-0  | 2-1  | 2-3  | 0-2  | 2-0  | 0-1  | 4-0  | 2-1  | 1-1  | 2-0  |
| Città di Ciampino    | 1-0  | 2-2  | 0-0  | 2-1  | 3-3  | 2-1  | –––– | 4-1  | 3-1  | 8-0  | 3-2  | 7-2  | 4-0  | 3-0  | 2-1  | 3-1  | 1-1  |
| Città di Minturno M. | 0-0  | 2-0  | 0-0  | 0-7  | 2-1  | 0-3  | 2-2  | –––– | 0-1  | 1-1  | 2-1  | 0-1  | 0-0  | 2-1  | 0-1  | 0-0  | 2-3  |
| Colleferro           | 1-2  | 1-0  | 1-0  | 5-1  | 2-1  | 4-3  | 1-3  | 7-0  | –––– | 3-2  | 4-2  | 3-0  | 4-0  | 3-2  | 4-1  | 1-0  | 3-0  |
| Gaeta                | 2-5  | 0-2  | 1-3  | 2-2  | 0-2  | 2-2  | 1-1  | 4-2  | 1-2  | –––– | 3-1  | 2-1  | 2-2  | 5-0  | 0-1  | 2-1  | 2-5  |
| Itri                 | 1-1  | 1-2  | 1-2  | 0-1  | 0-0  | 3-1  | 3-1  | 4-0  | 3-1  | 1-1  | –––– | 4-0  | 2-1  | 4-0  | 0-0  | 2-1  | 0-2  |
| Lariano              | 1-2  | 0-1  | 0-4  | 1-4  | 2-3  | 2-6  | 0-4  | 2-4  | 1-0  | 3-3  | 0-1  | –––– | 2-4  | 2-2  | 0-0  | 2-7  | 1-4  |
| Morolo               | 1-0  | 0-2  | 3-3  | 2-3  | 4-0  | 5-1  | 2-2  | 1-1  | 3-1  | 2-1  | 0-1  | 3-0  | –––– | 2-0  | 1-1  | 2-2  | 2-3  |
| Nettuno              | 0-4  | 2-2  | 0-2  | 1-3  | 1-3  | 1-7  | 0-4  | 1-1  | 0-0  | 0-0  | 1-2  | 2-0  | 0-2  | –––– | 0-0  | 2-1  | 0-3  |
| Pomezia S.D.P.       | 2-0  | 3-0  | 2-2  | 0-0  | 3-0  | 1-2  | 0-2  | 1-2  | 2-2  | 3-3  | 2-0  | 1-1  | 0-1  | 6-3  | –––– | 0-1  | 0-2  |
| Roccasecca T.S.T.    | 3-3  | 3-0  | 1-3  | 1-0  | 1-1  | 1-0  | 0-3  | 5-0  | 3-1  | 3-1  | 0-2  | 4-0  | 1-0  | 6-1  | 2-2  | –––– | 0-1  |
| Vis Artena           | 0-3  | 2-1  | 3-0  | 1-0  | 3-1  | 3-0  | 1-1  | 5-0  | 2-0  | 3-1  | 3-2  | 0-0  | 3-3  | 4-1  | 0-1  | 1-0  | –––– |

### Spareggi

#### Play-out
Come da regolamento, il match di play-out tra la 13ª (Pomezia) e la 16ª (Nettuno) non si è svolto in quanto a fine campionato tra le due squadre ci sono più di 8 punti di distacco.
|       | Risultati |                          | Luogo e data                    |
| ----- | --------- | ------------------------ | ------------------------------- |
| Gaeta | 2-1       | Città di Minturno Marina | Monte San Biagio, 8 maggio 2016 |